# 本間俊一
本間 俊一（ほんま しゅんいち、1912年11月18日 - 1958年8月20日）は、日本の政治家。自由民主党衆議院議員。中新田町長、宮城県知事を務めた本間俊太郎は長男。

## 来歴・人物
宮城県加美郡中新田町（現・加美町）出身。古川中学校（現・宮城県古川高等学校）、早稲田大学政治経済学部政治学科卒業。大学卒業後、1935年に中外商業新報社、1939年に読売新聞社に入社し社会部記者となる。その後、郷里に戻り、1945年8月に中新田町（現在の加美町）長となる。
1946年（昭和21年）第22回衆議院議員総選挙に日本進歩党から立候補し当選する。当選回数通算6回。第1次吉田内閣の農林参与官、第2次吉田内閣の通産政務次官、自由党副幹事長、衆議院決算委員長などを歴任した。1955年（昭和30年）の第27回衆議院議員総選挙で落選。次の1958年（昭和33年）5月の第28回衆議院議員総選挙で自民党公認で立候補して再選されたが、8月13日に脳出血で倒れ、8月20日に急逝した。そのため、次点だった保科善四郎が繰り上げ当選となった。死去に際し、従四位・勲二等瑞宝章を追贈された。

## 元秘書
- 三塚博（元衆議院議員）

## 著書・編書
- 『戦後の教育改造』（今日の問題社、1938年）
- 『日英若し戦はゞ』（昭和書房、1939年）
- 『国民学校令釈義』（大山恵佐と共編、冨山房、1941年）